# Mathieu Amalric

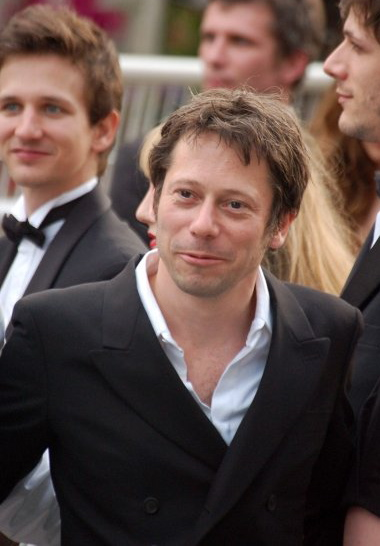
Mathieu Amalric 2007 bei den Filmfestspielen von Cannes

Mathieu Amalric (* 25. Oktober 1965 in Neuilly-sur-Seine) ist ein französischer Film- und Theaterschauspieler, Filmregisseur und Drehbuchautor. Er begann Anfang der 1990er Jahre eine Schauspielkarriere und avancierte in den 2000er Jahren zu einem der populärsten Akteure Frankreichs. Bislang trat er in mehr als 50 Film- und Fernsehrollen, überwiegend Dramen, in Erscheinung. Einem breiten Publikum wurde er vor allem durch seine Zusammenarbeit mit Arnaud Desplechin (unter anderem in Ich und meine Liebe, 1996; Das Leben ist seltsam, 2004; Ein Weihnachtsmärchen, 2008) und Auftritten in internationalen Spielfilmproduktionen (Schmetterling und Taucherglocke, 2007; Ein Quantum Trost, 2008) bekannt.

## Leben
Mathieu Amalric wuchs in einem intellektuellen Umfeld, fernab jeglicher religiöser Erziehung, auf. Sein Vater, Jacques Amalric, war Korrespondent und Chefredakteur bei den führenden Tageszeitungen Le Monde und Libération. Seine jüdische Mutter, Nicole Zand, stammt aus Polen und war Literaturkritikerin bei Le Monde. Seine Großeltern mütterlicherseits, die aus demselben Dorf wie der Filmregisseur Roman Polański stammten, waren bei Ausbruch des Zweiten Weltkriegs mit der Tochter nach Frankreich geflohen, weshalb er sich als Heranwachsender Ende der 1980er Jahre stark mit Polański identifizierte. Die Eltern trennten sich, als er sein Zuhause verließ. Er absolvierte die École normale supérieure und studierte orientalische Sprachen. Zum Film kam er durch seine Eltern, die in Moskau die Bekanntschaft mit dem georgischen Regisseur Otar Iosseliani gemacht hatten. Iosseliani, der gerne mit Laienschauspielern arbeitete, vertraute ihm im Alter von 18 Jahren die Nebenrolle des Julien in seiner Komödie Die Günstlinge des Mondes (1984) an, die er in Frankreich abdrehte.
Amalric trat dann erst wieder Anfang der 1990er Jahre als Schauspieler in Erscheinung, als er eine kleine Rolle in Arnaud Desplechins preisgekröntem Thriller Die Wache (1992) erhielt. Im Jahr darauf agierte er erneut unter der Regie von Iosseliani in Jagd auf Schmetterlinge (1993). Daraufhin folgte eine langjährige Zusammenarbeit mit Desplechin, der Amalric als Hauptdarsteller in mehreren seiner Werke einsetzte. Er hatte ihn an der Filmschule kennengelernt, wo der Schauspieler (der nicht Student war) nachts seinen ersten Kurzfilm schneiden und bearbeiten durfte. Den Durchbruch als Schauspieler ebnete ihm Desplechins Ich und meine Liebe (1996). In der Tragikomödie schlüpfte er in die Rolle eines orientierungslosen und zurückhaltenden Studenten, der sich aus der langjährigen Beziehung zu seiner Freundin (gespielt von Emmanuelle Devos) heraussehnt und eine Affäre mit der Freundin eines Bekannten beginnt. Für den Part des Paul erhielt Amalric Lob seitens der Kritik und er wurde im Alter von 31 Jahren als bester Nachwuchsdarsteller mit dem wichtigsten französischen Filmpreis, dem César, ausgezeichnet.
Nach diesem Erfolg etablierte er sich mit weiteren Haupt- und Nebenrollen im französischen Kino, in Dramen wie auch in Komödien. Häufig gab er in Liebesdingen linkischen Figuren ein Gesicht, schlüpfte in die Rolle des wunderlichen oder depressiven Intellektuellen und wurde „eine Art französischer Woody Allen“. Diesen gab er beispielsweise in Olivier Assayas Ende August, Anfang September (1998), in dem eine kleine Gruppe von etwa 40-jährigen Intellektuellen privat wie beruflich ihren Platz im Leben suchen. Im selben Jahr war er in André Téchinés romantischem Drama Alice & Martin als homosexueller Schauspieler und Mitbewohner von Juliette Binoche zu sehen. Sechs Jahre später folgte die dritte Zusammenarbeit mit Desplechin, der ihm in dem Beziehungsdrama Das Leben ist seltsam erneut die männliche Hauptrolle neben Emmanuelle Devos anvertraute. Der Film erzählt parallel die Geschichten der beiden Protagonisten eines ehemaligen Liebespaares; während die zweifach geschiedene Mutter eines 11-jährigen Sohnes und Kunstgaleristin Nora sich in den Vorbereitungen für ihre dritte Hochzeit befindet, landet ihr Ex-Geliebter, der Violinist Ismaël, in einer Nervenheilanstalt. Desplechins Film, in weiteren Rollen mit Catherine Deneuve und Maurice Garrel besetzt, stand in der Gunst von Kritik und Publikum und erhielt 2005 den Louis-Delluc-Preis sowie sieben César-Nominierungen. Amalric sicherte sich dabei erstmals die Auszeichnung für den besten Hauptdarsteller.
Nach dem wiederholten Erfolg übernahm er kleinere Rollen im internationalen Kino, darunter die des zwielichtigen Informanten Louis in Steven Spielbergs Oscar-nominiertem Drama München (2005). Mehrere Darstellerpreise brachte ihm die Hauptrolle in Nicolas Klotz’ Wirtschaftsthriller La question humaine, in der er als Psychologe Simon Kessler den Geisteszustand des Generaldirektors (gespielt von Michael Lonsdale) eines deutschen petrochemischen Konzerns prüfen soll. Schnell stößt Kessler aber auf Verbindungslinien und Parallelen zwischen nationalsozialistischen Verbrechen und neoliberaler Gegenwart. Klotz lobte seinen Hauptdarsteller für dessen „chimäre Sensibilität“. „Ich denke, er ist obsessiv, aber auch sehr klar, sehr präzise und erlaubt auch, dass er angeleitet wird. In dieser Hinsicht ist er kindlich: er hat das Vertrauen, sich selbst einfach gehen zu lassen.“ Ebenfalls zu einem Erfolg bei der Kritik wurde 2007 die Hauptrolle in Julian Schnabels Schmetterling und Taucherglocke, die eigentlich der US-Amerikaner Johnny Depp hätte übernehmen sollen. In dem Drama, eine Verfilmung der Memoiren von Jean-Dominique Bauby, war Amalric als erfolgreicher Chefredakteur einer französischen Modezeitschrift zu sehen, der einen Schlaganfall erleidet. Unter dem Locked-in-Syndrom leidend, flüchtet er sich in seine Fantasie und seine Erinnerungen. Sein Porträt in dem hochgelobten, Oscar-nominierten Experimentalfilm, den Der Spiegel als „bewegend zart“ und „leidensfähig“ bewertete, brachte ihm in Frankreich erneut die wichtigsten Filmpreise ein, darunter 2008 den zweiten César als bester Hauptdarsteller. Im selben Jahr agierte er erneut unter Desplechins Regie in dem Familiendrama Ein Weihnachtsmärchen neben Catherine Deneuve und Anne Consigny, während er in dem James-Bond-Film Ein Quantum Trost als Gegenspieler von Daniel Craig, Dominic Greene, zu sehen war.
Die Arbeit als Schauspieler sieht Amalric als Ablenkung von seiner wirklichen Karriere, der eines Filmemachers. Nachdem ihm der Besuch der Pariser Filmhochschule IDHEC verwehrt geblieben war, realisierte er 1985 mit Marre de Café seine erste Regiearbeit auf 8-mm-Film und arbeitete, durch einen Freund der Familie empfohlen, als Regieassistent für Louis Malle (Auf Wiedersehen, Kinder, 1987) und später auch für Peter Handke (Die Abwesenheit, 1993). Mit Es wird aufgegessen (1997) realisierte er seinen ersten Spielfilm, für den er auch das Drehbuch verfasste. Das semi-autobiografische Familienpsychogramm handelt vom erwachsenen Sohn einer angesehenen Literaturkritikerin, der in sein Elternhaus nach Paris zurückkehrt, um sich mit der Vergangenheit auseinanderzusetzen. Es folgten unter anderem die Spielfilme Le stade de Wimbledon (2001), der arte-Fernsehfilm Gleichstellung (2003) und mehrere Kurzfilme. Zudem unterrichtete Amalric an der Filmhochschule La fémis. Für seinen Spielfilm Tournée (2010), in dem er auch als Schauspieler auftrat, erhielt er den Regiepreis der 63. Filmfestspiele von Cannes sowie mehrere César-Nominierungen.
Mathieu Amalric war mit der Schauspielerin Jeanne Balibar verheiratet. Mit ihr stand er unter anderem in Die Wache, Ich und meine Liebe oder Ende August, Anfang September vor der Kamera; er vertraute ihr Rollen in seinen Regiearbeiten Es wird aufgegessen und Le stade de Wimbledon an. Aus der Ehe gingen zwei Söhne hervor. Ein weiterer Sohn entstammt der Beziehung mit einer Drehbuchautorin.

## Filmografie

### Schauspieler (Auswahl)
- 1984: Die Günstlinge des Mondes (Les favoris de la lune)
- 1992: Die Wache (La sentinelle)
- 1992: Jagd auf Schmetterlinge (La chasse au papillons)
- 1996: Das Tagebuch des Verführers (Le journal du séducteur)
- 1996: Ich und meine Liebe (Comment je me suis disputé … (ma vie sexuelle))
- 1997: Genealogien eines Verbrechens (Généalogies d’un crime)
- 1998: Gott allein sieht mich (Dieu seul me voit (Versailles-Chantiers))
- 1998: Alice & Martin
- 1998: Ende August, Anfang September (Fin août, début septembre)
- 1999: Trois Ponts sur la rivière
- 1999: Marabus (Adieu le plancher des vaches!)
- 1999: La Fausse Suivante
- 2000: L’Affaire Marcorelle
- 2000: La Brèche de Roland
- 2001: Zaide, un petit air de vengeance (Fernsehfilm)
- 2001: Amour d’enfance
- 2002: Les naufragés de la D17
- 2002: Lulu
- 2002: C’est le bouquet
- 2003: Un homme, un vrai
- 2003: Mes enfants ne sont pas comme les autres
- 2004: Inquiétudes
- 2004: Le Pont des arts
- 2004: Das Leben ist seltsam (Rois et reine)
- 2005: La Moustache
- 2005: Ich sah den Mord an Ben Barka (J’ai vu tuer Ben Barka)
- 2005: München (Munich)
- 2005: Marie Antoinette
- 2005: Michou d’Auber
- 2006: Chanson d’Amour (Quand j’étais chanteur)
- 2006: Fragments sur la grâce
- 2006: La question humaine
- 2006: Le grand appartement
- 2007: Schmetterling und Taucherglocke (Le scaphandre et le papillon)
- 2007: Actrices – oder der Traum aus der Nacht davor (Actrices)
- 2007: L’histoire de Richard O.
- 2007: Ein Geheimnis (Un secret)
- 2008: James Bond 007: Ein Quantum Trost (Quantum of Solace)
- 2008: Ein Weihnachtsmärchen (Un conte de Noël)
- 2008: Public Enemy No. 1 – Todestrieb (L’ennemi public numéro 1)
- 2009: Vorsicht Sehnsucht (Les herbes folles)
- 2009: Visage
- 2009: Bancs publics (Versailles rive droite)
- 2009: Die letzten Tage der Menschheit (Les derniers jours du monde)
- 2010: Adèle und das Geheimnis des Pharaos (Les aventures extraordinaires d’Adèle Blanc-Sec)
- 2010: Tournée
- 2010: Jeanne captive
- 2011: Le chat du rabbin Poster (nur Stimme)
- 2011: Huhn mit Pflaumen (Poulet aux prunes)
- 2011: La chanson du dimanche (Fernsehserie)
- 2012: Le reste du monde (Fernsehfilm)
- 2012: Ihr werdet euch noch wundern (Vous n’avez encore rien vu)
- 2012: Cosmopolis
- 2012: Camille – Verliebt nochmal! (Camille redouble)
- 2012: Lines of Wellington – Sturm über Portugal (Lines of Wellington)
- 2013: La Dune
- 2013: Venus im Pelz (La vénus à la fourrure)
- 2013: Jimmy P. – Psychotherapie eines Indianers (Jimmy P. (Psychothérapie d’un Indien des plaines))
- 2013: Liebe ist das perfekte Verbrechen (L’amour est un crime parfait)
- 2014: Grand Budapest Hotel (The Grand Budapest Hotel)
- 2014: Das blaue Zimmer (La chambre bleue)
- 2015: Wölfe (Wolf Hall, Fernsehserie)
- 2015: Trois souvenirs de ma jeunesse
- 2016: Belle dormant
- 2017: Ismaëls Geister (Les fantômes d’Ismaël)
- 2017: Barbara
- 2018: Van Gogh – An der Schwelle zur Ewigkeit (At Eternity’s Gate)
- 2018: Ein Becken voller Männer (Le grand bain)
- 2019: Intrige (J’accuse)
- 2019: Sound of Metal
- 2020: Mein sprechender Goldfisch (L’agent immobilier, 4-tlg. Miniserie)
- 2021: Oxygen
- 2021: The French Dispatch
- 2021: Tralala
- 2023: Das Beste liegt noch vor uns (Il sol dell’avvenire)
- 2023: Mars Express (Stimme)
- 2023: A Difficult Year (Une année difficile)
- 2024: Spectateurs!
- 2024: Why War
- 2025: Der phönizische Meisterstreich (The Phoenician Scheme)
- 2025: Vie privée
- 2025: Nino

### Regie
- 1985: Marre de café (Kurzfilm)
- 1990: Sans rires (Kurzfilm)
- 1993: Les yeux au plafond (Kurzfilm)
- 1996: Es wird aufgegessen (Mange ta soupe)
- 2001: Le stade de Wimbledon
- 2003: Gleichstellung (La chose publique, Fernsehfilm)
- 2004: 14,58 euro (Kurzfilm)
- 2007: Laissez-les grandir ici! (Kurzfilm)
- 2010: Tournée
- 2010: Joann Sfar (dessins) (Dokumentar-Kurzfilm)
- 2010: L’illusion comique
- 2014: Das blaue Zimmer (La chambre bleue)
- 2017: Barbara
- 2021: Für immer und ewig (Serre moi fort)

## Auszeichnungen
Acteurs à l’Écran
- 1997: nominiert für den Prix Michel Simon für Ich und meine Liebe

Internationale Filmfestspiele von Cannes
- 2010: Beste Regie für Tournée

César
- 1997: Bester Nachwuchsdarsteller für Ich und meine Liebe
- 2005: Bester Hauptdarsteller für Das Leben ist seltsam
- 2008: Bester Hauptdarsteller für Schmetterling und Taucherglocke
- 2011: nominiert in den Kategorien Beste Regie und Bestes Originaldrehbuch für Tournée
- 2014: nominiert in der Kategorie Bester Hauptdarsteller für Venus im Pelz
- 2015: nominiert zusammen mit Stéphanie Cléau in der Kategorie Bestes adaptiertes Drehbuch für Das blaue Zimmer

Chlotrudis Award
- 2006: nominiert als Bester Hauptdarsteller für Das Leben ist seltsam

Copenhagen International Film Festival
- 2007: Bester Darsteller für La question humaine

Étoile d’Or
- 2005: Bester Darsteller für Das Leben ist seltsam
- 2008: Bester Darsteller für Schmetterling und Taucherglocke

Gijón International Film Festival
- 2007: Bester Darsteller für La question humaine

Prix Lumières
- 2005: Bester Darsteller für Das Leben ist seltsam
- 2008: Bester Darsteller für Schmetterling und Taucherglocke